# Miha Mazzini
Miha Mazzini (ur. 1961 w Jesenicach) – słoweński pisarz, felietonista, specjalista ds. informatyki. 

## Życiorys
Ukończył podyplomowe studia scenariopisarskie na The University of Sheffield w Anglii. 
Autor ośmiu poradników komputerowych. Zdobywca licznych nagród. Autor scenariuszy do dwóch nagrodzonych, pełnometrażowych filmów oraz reżyser filmów krótkometrażowych. Zatrudniony jako specjalista IT, mieszka w Lublanie.
Wykłada scenariopisarstwo filmowe. Członek Europejskiej Akademii Filmowej.
Najważniejsze jego książki to:
- Drobtinice (1987)
- Satanova krona (1993)
- Zbiralec imen (1993)
- Telesni čuvaj (2000) – Pies, tłum. Wojciech Domachowski (2008)
- Kralj ropotajočih duhov (2001)
- Dostava na dom (2002)
- Trenutki spoznanja (2007)
- Polni koledarji, prazni dnevi (2013)
- Paloma negra (2013)
- Izbrisana (2014)  – Wymazana, tłum. Marlena Gruda (2020)

Otrzymał liczne wyróżnienia, w tym nagrodę Zlata Ptica za szczególne osiągnięcia artystyczne, nagrodę CIRCOM za najlepszy europejski film telewizyjny (Operacja Cartier), czy Złotą Palmę za najlepszy film na XXII Festiwalu Filmów Śródziemnomorskich w Walencji (Sladke sanje [Słodkie marzenia]).

## Przekłady w Polsce

### Publikacje książkowe
- Pies (słoweń. Telesni čuvaj), tłum. Wojciech Domachowski, wyd. Grube Ryby. Warszawa 2008, ss. 320 (powieść).
- Męska ubikacja niedaleko Los Angeles (słoweń. Moško stranišče blizu Los Angelesa), tłum. Kamil Gontarz, Monika Podkościelna, w: Noc w Lublanie. Antologia współczesnej krótkiej prozy słoweńskiej, wyd. Międzymorze, Gdańsk 2009, s. 113–133 (opowiadanie).
- Anioły w śniegu (słoweń. Angeli v snegu), tłum. Tomasz Łukaszewicz, Paweł Powszek, Zuzanna Kobos, w: Przekładka II/III/IV, red. Agnieszka Będkowska-Kopczyk, E. Michalska, wyd. Akademii Techniczno-Humanistycznej, Bielsko-Biała 2009, s. 83–97 (opowiadanie).
- Wymazana. Marlena Gruda (tłum.). Wydawnictwo Ezop, 2020. ISBN 978-83-65230-60-7. Brak numerów stron w książce

### Publikacje w czasopismach
- M. Mazzini: Oskar; Sąsiad z drugiego piętra (słoweń. Sosed iz drugega nadstropja); Zielony bór (słoweń. Zeleni bor), tłum. Wojciech Domachowski, "Studium", nr 1/2002, s. 126—137 (opowiadania).
- M. Mazzini: Gramofon, duchy i ja, tłum. Iwona Goździkowska, "Portret" nr 2/2004, s. 78—81 [fragment powieści Kralj ropotajočih duhov].
- M. Mazzini: Resztki miłości, (słoweń. Ostanki ljubezni), tłum. Monika Gawlak, "Migotania" nr 4 (41) 2013, s. 27 (opowiadanie)[1].